# Glykovaný hemoglobin

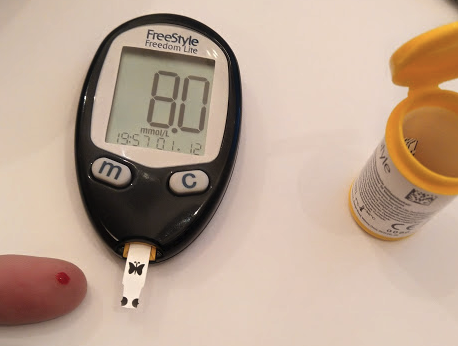
Průběžné měření hladiny cukru v krvi

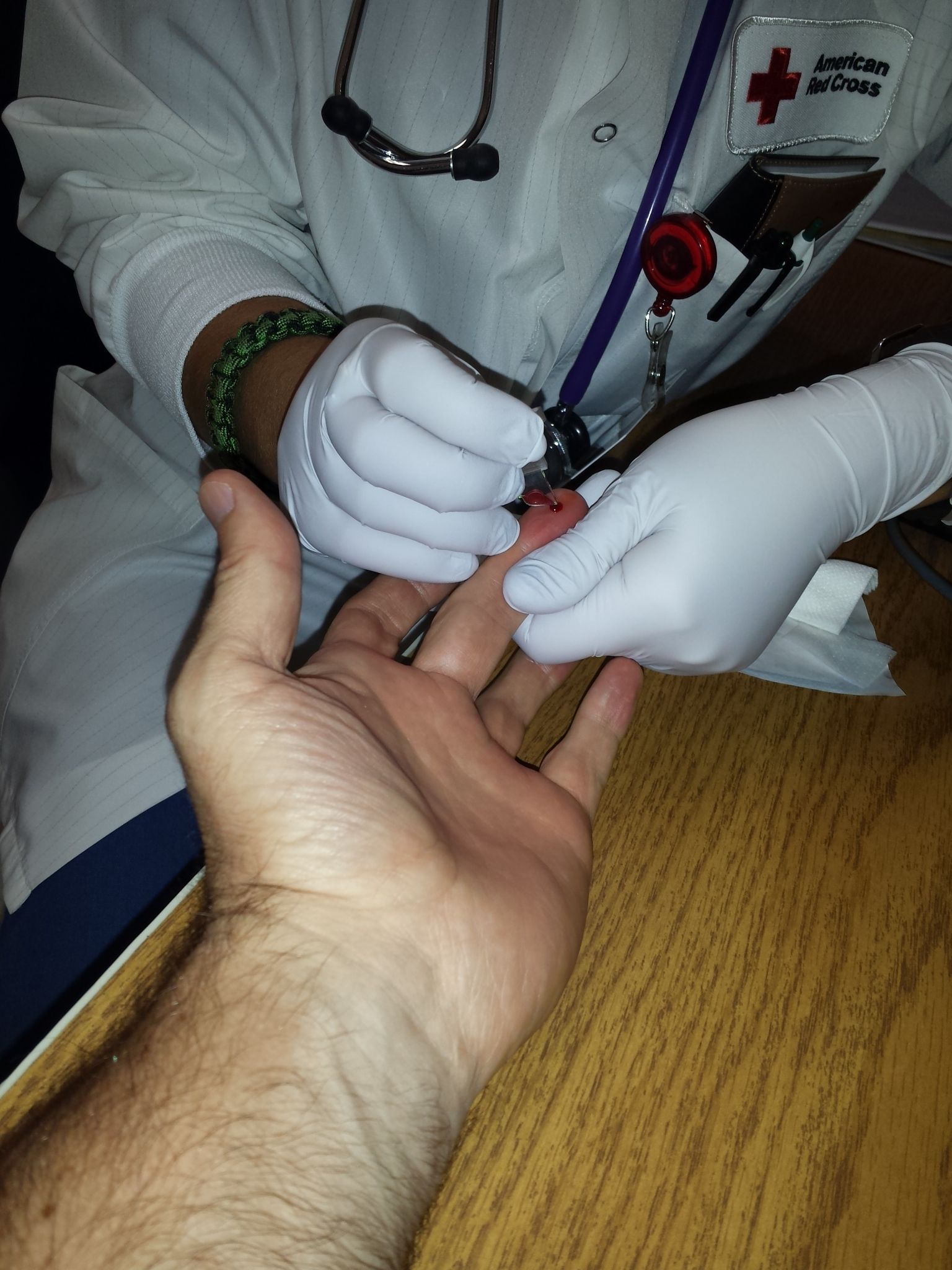
Testování HbA1c

Glykovaný hemoglobin nebo také HbA1c vzniká v organismu reakcí mezi glukózou a hemoglobinem. Tento děj si můžeme představit jako červené krevní barvivo na které je vázán cukr. Jinými slovy se jedná o tzv. dlouhodobou glykémii. Využívá se k posouzení kompenzace a léčby diabetu. Dříve se jeho hodnoty určovaly v procentech, ale nově se používá jednotka mmol/mol.

## Jak zjistíme jeho hodnotu
K vyšetření glykovaného hemoglobinu stačí klasický odběr krve ze žíly a nebo z prstu a její vyšetření v biochemické laboratoři.Přesnost hodnoty HbA1c má přesnost většinou mezi 4–8 týdny zpět.

## Hodnoty
- zdravý člověk – pod 39 mmol/mol
- výborně kompenzovaný diabetik – 39–45 mmol/mol
- relativně kompenzovaný diabetik – 46–60 mmol/mol
- hůře kompenzovaný diabetik – nad 60 mmol/mol

## Jak často ho měříme
Krátkodobou hodnotu měří diabetici doma glukometrem před každým jídlem (tzv. glykemie). U lehčích typů diabetu (dieta nebo antidiabetika v podobě léků přijímaných ústně) je lékaři doporučováno 2–4krát ročně. U těžších případů by to mělo být nejméně 4krát ročně. Samozřejmě záleží na okolnostech léčby či věku apod.

## Historie
Jednotku mmol/mol používá české lékařství od 1. 1. 2012.